# 155街車站 (IND匯集線)
155街車站（英語：155th Street station），部分指示牌顯示為「155街-第八大道車站」（英語：155th Street–Eighth Avenue station）是紐約地鐵IND匯集線一個慢車地鐵站。此站位於曼哈頓哈萊姆區和華盛頓高地庫根濱堤段的交界，雙層155街下層和弗德里克·道格拉斯林蔭路，設有D線（任何時候停站（繁忙時段的尖峰方向除外））和B線（僅繁忙時段停站）列車服務。

## 車站結構
| G      | 街道層   | 出入口                                                                                |
| 夾層   | 夾層     | 閘機、車站詢問處、Metrocard自動售票機                                                 |
| 月台層 | 側式月台 | 側式月台                                                                              |
| 月台層 | 北行慢車 | ← 繁忙時段往貝德福德公園林蔭路 (161街-洋基體育場) ← 往諾伍德-205街 (161街-洋基體育場) |
| 月台層 | 尖峰快車 | ← 黃昏繁忙時段不停靠 ← 早上繁忙時段不停靠 →                                           |
| 月台層 | 南行慢車 | → 繁忙時段往布萊頓海灘 (145街) → → 往康尼島-斯提威爾大道 (145街) →                    |
| 月台層 | 側式月台 |                                                                                       |

此地下車站在1933年7月1日開放，設有兩個側式月台和三條軌道，中央軌道在繁忙時段的尖峰方向時由D線列車使用。
街道樓梯格外的寬，因為紐約巨人的舊主場Polo Grounds體育場直接位於車站上方，直至1958年該隊離開紐約前往舊金山。1962年和1963年紐約大都會曾經在體育場進行比賽，而體育場在1964年拆除以興建更多公共房屋。現在車站入口設有洛克公園。
往布魯克林月台南端有一座已廢棄的塔。當IRT第九大道線和後來的Polo Grounds接駁線仍在服務時，曾經預期IND地鐵層和IRT高架接駁線層提供轉乘票。然而進行轉乘需要走非常陡峭的行人路。
此站也是曼哈頓以內唯一完全由IND匯集線服務。此站以北，路線通過哈萊姆河前往布朗克斯的161街-洋基體育場車站。車站以南路線繼續向南，下穿聖尼古拉斯廣場前往與IND第八大道線的轉乘車站145街車站。該站以南兩線匯合，並短暫在聖尼古拉斯大道下方出現六線地鐵隧道，但在抵達125街車站前變回標準的四線地鐵隧道。

## 外部連結
- nycsubway.org—IND Concourse: 155th Street/8th Avenue
- Station Reporter — B Train
- Station Reporter — D Train
- The Subway Nut — 155th Street – 8th Avenue Pictures（页面存档备份，存于）
- Eighth Avenue entrance from Google Maps Street View（页面存档备份，存于）
- Platforms from Google Maps Street View（页面存档备份，存于）